# Ceratocarpia cactorum
Ceratocarpia cactorum är en svampart som beskrevs av Rolland 1896. Ceratocarpia cactorum ingår i släktet Ceratocarpia, klassen Dothideomycetes, divisionen sporsäcksvampar och riket svampar.   Inga underarter finns listade i Catalogue of Life.